# 艾哈邁德沙王儲
艾哈迈德沙阿王储（1934年9月23日—2024年6月4日）是阿富汗前国王穆罕默德·查希尔·沙阿的第二个儿子。自他父亲在1973年一次政變中被推翻並于2007年7月去世后，他一直担任巴拉克宰家族首領。